# Cornwall (Ontário)
Cornwall é uma cidade do Canadá, no sudeste da província de Ontário. Sua população é de 45 640 habitantes, com 57 581 habitantes na sua região metropolitana (do censo nacional de 2001). Está localizado na margem norte do rio São Lourenço, a aproximadamente 100 km a oeste de Ottawa (capital do país) e a 110 km a sudoeste de Montreal (a maior cidade da província canadiana de Quebec).